# Ângelo Mendes de Moraes
O Marechal Ângelo Mendes de Moraes (Rio de Janeiro, 17 de novembro de 1894 — Rio de Janeiro, 17 de janeiro de 1990) foi um militar e político brasileiro.
Exerceu o cargo de prefeito do então Distrito Federal, de 16 de junho de 1947 a 24 de abril de 1951. Durante sua gestão, foram construídas o Colégio Estadual Prefeito Mendes de Moraes, a  Universidade do Estado do Rio de Janeiro e o Estádio do Maracanã, inaugurado em 1950 e utilizado no mundial de futebol naquele ano.
Também governou, brevemente, o extinto território de Fernando de Noronha de 13 de fevereiro a 18 de junho de 1943.

## Biografia
Nasceu no Rio de Janeiro, no então Distrito Federal, no dia 17 de dezembro de 1894, sendo filho de Antônio Mendes de Morais e de Eugênia de Queirós Morais. Ingressou na Escola Militar do Realengo em maio de 1913 e declarado aspirante-a-oficial da arma de artilharia em abril de 1918.
Promovido a capitão em novembro de 1922, combateu, no Amazonas, a Revolta de 5 de Julho de 1924. Em fevereiro de 1928 foi promovido a major e em junho do ano seguinte foi transferido da artilharia para a arma da aviação do Exército, tornando-se chefe de gabinete da 1ª Divisão da Diretoria de Aviação do Exército e membro da comissão encarregada da instalação do 2º Regimento de Aviação.
Promovido a coronel em setembro de 1938, em dezembro foi designado para estagiar na Itália e na Alemanha a convite dos governos daqueles países. Com a criação do quadro do Ministério da Aeronáutica em janeiro de 1941, optou pela permanência no Exército, passando a servir no Ministério da Guerra.
Promovido a general-de-divisão em agosto de 1946, em junho do ano seguinte foi nomeado prefeito do Distrito Federal pelo general Eurico Gaspar Dutra, empossado em janeiro de 1946 na presidência da República. Deixou a prefeitura em março de 1951, já no governo de Getúlio Vargas. Reintegrando-se às funções militares, foi promovido a general-de-exército em agosto de 1952. No mês seguinte assumiu a chefia do Departamento Geral de Administração do Exército, cargo que exerceu até abril de 1953.
Em 4 de maio de 1949, foi condecorado com o Grande Oficialato da Ordem do Mérito Aeronáutico.
Também em agosto de 1954, Mendes de Morais participou das articulações militares que visavam a obter uma solução para a crise política do Governo Getúlio Vargas. Nos diversos encontros que se sucederam, ficou decidido que Vargas deveria ser afastado do poder com um pedido de licença ou renunciando em favor do vice-presidente João Café Filho.
Em setembro de 1954, Mendes de Morais foi designado para a chefia do Departamento Técnico de Produção do Exército. Em novembro de 1955, participou do movimento militar liderado pelo general Henrique Teixeira Lott que visava, segundo seus promotores, barrar uma conspiração em preparo no governo e assegurar a posse do presidente eleito Juscelino Kubitschek.
Em setembro de 1956, o Departamento Técnico de Produção do Exército, chefiado por Mendes de Morais, passou a denominar-se Departamento de Produção e Obras. Nas eleições de outubro de 1958, foi eleito deputado federal pelo Distrito Federal, na legenda da coligação formada pelo Partido Social Progressista (PSP) e o Partido Trabalhista Nacional (PTN). Em dezembro seguinte deixou a chefia do Departamento de Produção e Obras para assumir, em fevereiro de 1959, uma cadeira na Câmara dos Deputados.

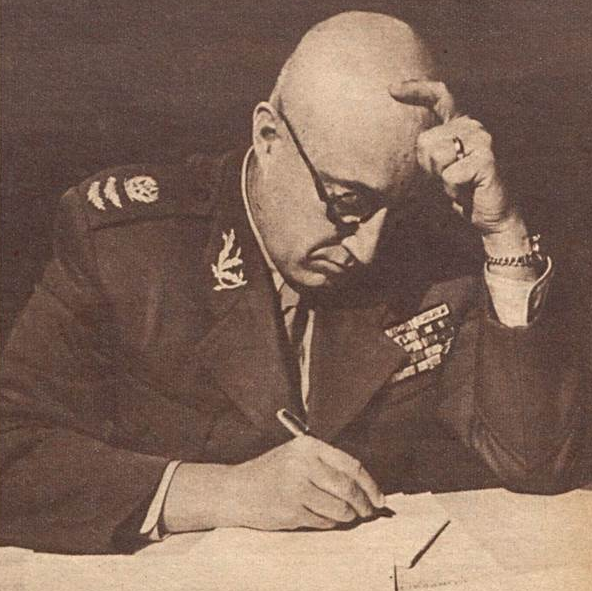
Ângelo Mendes de Morais, Paris, 1946.

Com a transferência da capital federal para Brasília em abril de 1960, e a criação do estado da Guanabara, passou a representar esse estado na Câmara. Desligou-se da bancada do PSP em março de 1961. Em outubro de 1962 candidatou-se a deputado federal pela Guanabara na legenda da coligação formada pelo Partido Social Democrático (PSD) e pelo Partido Social Trabalhista (PST), obtendo a primeira suplência. Deixou a Câmara ao final de seu mandato, em janeiro do ano seguinte, voltando a ocupar uma cadeira como suplente de novembro de 1963 até o início de março do ano seguinte.
Apoiou o movimento político-militar de 31 de março de 1964, que depôs o presidente João Goulart. Até 1965 foi vice-líder do PSD na Câmara Federal. Com a extinção dos partidos políticos pelo Ato Institucional nº 2 e a posterior instauração do bipartidarismo, filiou-se à Aliança Renovadora Nacional, assumindo a vice-liderança da bancada desta agremiação política na Câmara Federal a partir de março de 1966. Nessa legenda candidatou-se a deputado federal pelo estado da Guanabara nas eleições de novembro de 1966, obtendo novamente a primeira suplência.
Deixou a Câmara em janeiro de 1967 e em março seguinte assumiu efetivamente o mandato.
Findo seu mandato parlamentar em janeiro de 1971, deixou definitivamente a Câmara. Com a extinção do bipartidarismo em novembro de 1979 e a consequente reformulação partidária, filiou-se, em maio de 1981, ao Partido do Movimento Democrático Brasileiro (PMDB).
Em sua carreira militar foi também adido militar do Brasil no Peru, na França e na Itália, passando para a reserva no posto de marechal. Foi ainda delegado à Conferência de Paz de Paris, membro fundador do Parlamento Latino-Americano e membro da Comissão Parlamentar de Genebra, na Suíça, tendo desempenhado várias missões nos EUA, Chile e Alemanha.
Casou-se com Débora Mendes de Morais, com quem teve um filho e faleceu no Rio de Janeiro, em 17 de janeiro de 1990.